# Dicastère pour les textes législatifs
Le Conseil pontifical pour les textes législatifs est un organisme de la curie romaine, un des onze conseils pontificaux.

## Histoire
Créé par le pape Benoît XV par le motu proprio « Cum iuris canonici  » sous le nom de « commission pontificale pour l'interprétation du droit canon » 15 septembre 1917, il a pour fonction de veiller à la bonne compréhension du code de droit canonique publié le 23 mai 1917. 
Jean XXIII, en 1963, confie à la commission la charge de travailler à la réforme du code de droit canon demandé par le concile Vatican II. Paul VI, en 1967, crée la « commission pour l'interprétation des décrets du concile Vatican II » dont les compétences sont rapidement élargies à l'ensemble des actes du Saint-Siège.
Par le motu proprio Recognito Iuris Canonici Codice  du 2 juin 1984, Jean-Paul II renomme la commission sous le titre de « commission pontificale pour l'interprétation authentique du droit canon », avec la charge de veiller à l'application du nouveau code de droit canonique publié en 1983.
Il prend son nom actuel en 1988 par la constitution apostolique Pastor Bonus. En 1990, la « commission Pontificale pour la réforme du droit canon des Églises orientales » est dissoute, à la suite de la publication du code des canons des Églises orientales. Une partie de ses compétences est alors confiée au « conseil pontifical pour les textes législatifs ».

## Fonctions
- L'interprétation « authentique » des textes législatifs, en accord avec la doctrine de l'Église, et donc par un travail constamment en lien avec la congrégation pour la doctrine de la foi. À ce titre, le conseil publie des « déclarations » ou des « notes explicatives ».

- Une aide technique pour l'ensemble des autres dicastères de la curie romaine.

- Le contrôle, en particulier sous l'aspect juridique, des textes publiés par les conférences épiscopales.

- Le contrôle et la vérification des lois particulières émanant des institutions législatives inférieures, en vertu de la compétence universelle du souverain pontife en matière de juridiction.

- Toute autre mission confiée par le pape.

Enfin, le conseil à la charge d'organiser séminaires et symposium de réflexion autour de la loi de l'Église, en lien avec des institutions d'enseignement (telles les universités catholiques), sur des thèmes transversaux. C'est ainsi qu'a été tenu un symposium « Evangelium Vitae au regard du droit » en 1996.
Ce Conseil publie la revue Communicationes, semestrielle, qui publie des actes et documents de particulière importance juridique.

## Composition
Le conseil est présidé par Mgr Filippo Iannone depuis avril 2018, et se compose de seize cardinaux latins, un patriarche oriental, et deux évêques résidents (un oriental et un latin). 

## Présidents
- 1917 – 1930 : Pietro Gasparri
- 1930 - 1934 : Giulio Serafini
- 1934 - 1935 : Luigi Sincero
- 1939 – 1946 : Massimo Massimi
- 1955 – 1966 : Pietro Ciriaci
- 1967 – 1982 : Pericle Felici
- 1984 – 1989 : Rosalío José Castillo Lara
- 1990 – 1994 : Vincenzo Fagiolo
- 1994 – 2007 : Julián Herranz Casado
- 2007 - 2018 : Francesco Coccopalmerio
- depuis 2018 : Filippo Iannone, O. Carm